# Akaremera
Akaremera är ett periodiskt vattendrag i Burundi.   Det ligger i provinsen Ngozi, i den norra delen av landet, 80 kilometer nordost om huvudstaden Bujumbura.
Omgivningarna runt Akaremera är en mosaik av jordbruksmark och naturlig växtlighet. Runt Akaremera är det tätbefolkat, med 570 invånare per kvadratkilometer.